# Itajuípe
Itajuípe es un municipio brasileño del estado de Bahía. Su población estimada en 2010 era de 21.094 habitantes. La principal carretera de acceso es la BR 101. No es litoraleño pero es bordeado por el río Almada.

## Toponimia
Itajuípe es un vocablo tupí que se interpreta como: ita: piedra e ípe: espino.